# Филмор (улица, Сан Франциско)
Вижте пояснителната страница за други значения на Филмор.
Улица „Филмор“ е основна улица в град Сан Франциско, Калифорния. Започва на две преки от ул. „Маркет“ от юг, а завършва при бул. „Марина“ на север. Преминава през кварталите „Хейт“, „Филмор“, „Пасифик Хайтс“ и „Марина“. В една част от Пасифик Хайтс представлява главната търговска улица на квартала, където са разположени множество магазини, бутици, ресторанти и други видове стопански обекти. Ул. „Филмор“ става основната търговска улица на Сан Франциско след като разрушителното земетресение от 1906 г. разрушава центъра на града и ул. „Маркет“. По улицата върви тролейбусна линия на МЮНИ.